# 川中美幸
川中 美幸（かわなか みゆき、1955年〈昭和30年〉12月5日 - ）は、日本の女性演歌歌手、女優。本名は山田 岐味子。夫は元関西テレビ社員で、テレビプロデューサー。

## 経歴
大阪府吹田市出身（生まれは鳥取県米子市で、幼少期に吹田市に転居したとされる）。
1973年6月、「春日はるみ」の芸名でワーナー・パイオニアより「新宿天使」でデビューするも低迷。同期歌手は山口百恵・桜田淳子など。
1977年4月、「川中美幸」と改名し、テイチク・レコードより「あなたに命がけ」で再デビュー。
1980年3月25日に「ふたり酒」を発売。同年4月、文化放送の深夜放送『走れ!歌謡曲』のパーソナリティに局アナ以外で初めて抜擢され、「ふたり酒」のミリオンセラーに繋げた。
1981年、第32回NHK紅白歌合戦（NHK総合・ラジオ第1）で紅白初出場。以後、紅白には計24回出場し、2006年には紅組トリを務めた。
1983年、大阪梅田コマ劇場において初の座長公演を開催。1987年には初のアメリカ公演、1990年には初の中国公演を開催した。
1993年、サンミュージックプロダクションに移籍。1994年、第36回日本レコード大賞最優秀歌唱賞を受賞。1995年には藤扇流名誉名取を取得した。
1998年、「二輪草」を発売。1999年5月に同曲が100万枚突破したことを受けて、板橋区にりんそう公園に歌碑が建立された。
2007年、石川県観光大使に任命される。2010年、NHK連続テレビ小説『てっぱん』にレギュラー出演。
2017年、レコードメーカー7社合同企画アルバム「阿久悠メモリアル・ソングス〜私のいい人つれて来い〜」に阿久悠の未発表詞による新曲「小樽まで」で参加。

## エピソード

### 子供時代
父は三波春夫の大ファン、母は美空ひばりの大ファンで、物心ついた頃から家の中で絶えず演歌が流れていた。兄がいる。子供の頃は狭いアパートの貧乏暮らしで、川中には勉強机がなく兄の机の引き出しのみを使わせてもらっていた。幼い頃から演歌を見よう見まねで歌っており、小学3年のときに家族で遊びに行った東大阪市のヘルスセンターで開かれた「ちびっこのど自慢大会」に、父にけしかけられて飛び入り参加。都はるみの「馬鹿っちょ出船」を歌って優勝し、副賞として勉強机をもらった。
このことは両親も喜び、以後関西の色々なのど自慢大会に参加し、何度も優勝して賞金や副賞をもらうようになった。その頃父は体を悪くし、代わりに母が人の倍以上働いて生活を支え、父が背負った借金を返していた。子供心に「私がプロの歌手になれば、もっと親を助けられる」と思うようになった。

### 「春日はるみ」時代の挫折
中学2年の頃に作詞家・もず唱平にスカウトされ、中学卒業を待って父と2人で上京。定時制高校に通いながら1年間の準備期間を経て、17歳で春日はるみの芸名でデビューした。デビュー当初、川中の歌を聞いた人たちから「すごい歌手が出てきた！」と騒がれた。
しかし当時はアイドル全盛時代で、新人演歌歌手の川中はほとんど見向きもされず、歌声を褒めてくれた人たちもほどなくしてアイドルを応援するようになった。これらにより傷心したことから2年間の歌手活動を終えて大阪の実家に戻り、母が営むお好み焼き屋の手伝いをしながら今後の身の振り方を考えた。
なお、この時代に春日が歌う予定であった曲は、のちに五木ひろしが歌ってヒットさせた（「千曲川」）。

### 「川中美幸」で再出発
19歳の頃、もず唱平から「大阪で『ネオン街音楽祭』という大会がある。歌手としてやり直してみないか？」と誘われた。芸能界復帰は考えていなかったが、もずの熱心な説得や、母に背中を押されたことでもう一度だけ大会に出ることを決めた。同大会では約650人の応募者の中からグランプリに選ばれ、再デビューの切符を手にした。「25歳までに売れなければ、今度こそ歌手を諦める」と条件を決め、21歳で川中美幸として再デビュー。この頃はロングドレスにダウンヘアで大人の歌を歌ったが、ヒットに恵まれないまま24歳が過ぎた。
5曲目となる「ふたり酒」の歌詞は、男口調で「いきてゆくのがつらい日はおまえと酒があればいい」という夫婦の歌である。母との電話で同曲を聴かせると、電話口の向こうで母の泣く声を耳にし「この歌はうちの両親の歌だ」と気づいた。これをきっかけに同曲の歌い方をささやくように変えたところ、徐々にヒットし代表作となった。数年後、都心から少し離れた場所に念願の家を建て、両親を呼び寄せた。

### その他エピソード
「ふたり酒」のヒットから数年後に両親を新築の家に春に呼び寄せたあと、父はその年の暮れに他界した。母はその後2017年ごろに92歳で他界した。
34歳でテレビプロデューサー・上沼真平の部下の男性と結婚し、仲人は上沼真平・恵美子夫妻が務めた。夫は2000年に覚醒剤所持で現行犯逮捕された。
趣味はゴルフ・鉄板料理・小物集め（ミニチュアのフィギュアや、犬や猫の小さな置物などを飾って鑑賞している）。血液型はB型。
2007年、世界で唯一レーザーディスクの製造を続けていたメモリーテックが製造を停止。川中の「金沢の雨」が最後の作品となった。最後にプレスされた盤は記念プレートにされて川中に贈られた。

## 受賞歴
- 1976年
  - 毎日放送主催「ネオン街音楽祭」グランプリ
- 1981年
  - 第14回全日本有線放送大賞 上半期優秀スター賞
  - 第14回日本有線大賞 上半期ヒット賞
  - 第8回ラジオ日本「横浜音楽祭」ラジオ日本演歌賞
  - 第14回全日本有線放送大賞 優秀スター賞
  - 第14回日本有線大賞 有線音楽賞
  - 第23回日本レコード大賞 金賞
  - フジテレビ「'81 FNS音楽祭」歌謡音楽賞
- 1982年
  - 第13回日本歌謡大賞 放送音楽賞
  - 第8回日本演歌大賞 ベストセラー賞
  - 第15回日本有線大賞 有線音楽賞
  - 第24回日本レコード大賞 金賞
- 1983年
  - 第14回日本歌謡大賞 放送音楽賞
  - 第9回日本演歌大賞 スター賞
- 1984年
  - 第5回古賀政男記念音楽賞入賞
  - 第10回日本演歌大賞 スター賞
  - 第4回作曲大賞 協会賞 グランプリ
  - 第15回日本歌謡大賞 放送音楽賞
- 1994年
  - 第27回全日本有線放送大賞 特別賞「逢えるじゃないかまたあした」
  - 第36回日本レコード大賞 最優秀歌唱賞
- 1995年
  - 第28回日本作詩大賞 優秀作品賞「北山しぐれ」
  - 第37回日本レコード大賞 企画賞　アルバム「めぐり逢い」
- 1998年
  - 第31回全日本有線放送大賞 ゴールドリクエスト賞 評議委員会特別賞
  - 第31回日本作詩大賞特別賞
  - 第31回日本有線大賞最多リクエスト曲賞
  - 第40回日本レコード大賞 優秀作品賞
- 1999年
  - 第20回松尾芸能賞 歌謡優秀賞
  - 第32回全日本有線放送大賞 ゴールドリクエスト賞
  - 第32回日本有線大賞 有線音楽優秀賞
  - 第41回日本レコード大賞 優秀作品賞
- 2001年
  - 第43回 日本レコード大賞 金賞
- 2002年
  - 第44回 日本レコード大賞 金賞
- 2003年
  - 第36回 日本作詞大賞 大賞
  - 第45回 日本レコード大賞 金賞
- 2005年
  - 第38回日本作詞大賞 優秀作品賞受賞
  - 第47回日本レコード大賞 大衆賞
- 2007年
  - 第49回日本レコード大賞 金賞
- 2012年
  - 第66回文化庁芸術祭大賞（大衆芸能部門）
- 2018年
  - 第51回日本作詩大賞 優秀作品賞（深川浪花物語）
- 2020年
  - 第18回グッドエイジャー賞（日本メンズファション協会主催）

## ディスコグラフィ

### シングル
- 春日はるみ名義（ワーナー・パイオニア）。

| # | 発売日     | 曲順 | タイトル     | 作詞     | 作曲     | 編曲       | 規格品番 |
| - | ---------- | ---- | ------------ | -------- | -------- | ---------- | -------- |
| 1 | 1973年 6月 | A面  | 新宿天使     | もず唱平 | 松原曽平 | 森岡賢一郎 | L-1133P  |
| 1 | 1973年 6月 | B面  | 青春望郷編   | もず唱平 | 松原曽平 | 森岡賢一郎 | L-1133P  |
| 2 | 1974年 3月 | A面  | 寒椿の島から | 喜多条忠 | 森田公一 | 高田弘     | L-1172P  |
| 2 | 1974年 3月 | B面  | 置手紙       | 喜多条忠 | 森田公一 | 高田弘     | L-1172P  |

- 川中美幸名義（テイチクエンタテインメント）。

| #  | 発売日          | 曲順 | タイトル                              | 作詞         | 作曲         | 編曲              | オリコン 最高順位 | 規格品番                  |
| -- | --------------- | ---- | ------------------------------------- | ------------ | ------------ | ----------------- | ----------------- | ------------------------- |
| 1  | 1977年 4月25日  | A面  | あなたに命がけ                        | 石坂まさを   | 伊藤雪彦     | 馬場良            | -                 | RS-59                     |
| 1  | 1977年 4月25日  | B面  | 雨の港町                              | 石坂まさを   | 伊藤雪彦     | 馬場良            | -                 | RS-59                     |
| 2  | 1977年 10月25日 | A面  | あなたに惚れました                    | 千家和也     | 伊藤雪彦     | 馬場良            | -                 | RS-90                     |
| 2  | 1977年 10月25日 | B面  | 悲恋                                  | 千家和也     | 伊藤雪彦     | 馬場良            | -                 | RS-90                     |
| 3  | 1978年 5月25日  | A面  | まるやまブルース                      | 石坂まさを   | 内山田洋     | 森岡賢一郎        | -                 | RS-122                    |
| 3  | 1978年 5月25日  | B面  | 女の旅                                | 千家和也     | 浜圭介       | 森岡賢一郎        | -                 | RS-122                    |
| 4  | 1979年 4月25日  | A面  | 心配している私です                    | 木未野奈     | 北原じゅん   | 高田弘            | -                 | RS-161                    |
| 4  | 1979年 4月25日  | B面  | 女のみれん酒                          | 石坂まさを   | 北原じゅん   | 馬場良            | -                 | RS-161                    |
| 5  | 1980年 3月25日  | A面  | ふたり酒                              | たかたかし   | 弦哲也       | 斉藤恒夫          | 9位               | RS-201                    |
| 5  | 1980年 3月25日  | B面  | 特急寝台・日本海                      | 木未野奈     | 北原じゅん   | 高田弘            | 9位               | RS-201                    |
| 6  | 1981年 2月25日  | A面  | ふたりぐらし                          | たかたかし   | 弦哲也       | 斉藤恒夫          | 17位              | RE-515                    |
| 6  | 1981年 2月25日  | B面  | おまえとならば                        | たかたかし   | 弦哲也       | 斉藤恒夫          | 17位              | RE-515                    |
| 7  | 1981年 8月25日  | A面  | あなたひとすじ                        | たかたかし   | 弦哲也       | 斉藤恒夫          | 14位              | RE-531                    |
| 7  | 1981年 8月25日  | B面  | 逢えてよかった                        | たかたかし   | 弦哲也       | 斉藤恒夫          | 14位              | RE-531                    |
| 8  | 1982年 2月25日  | A面  | 花咲港                                | 吉岡治       | 市川昭介     | 斉藤恒夫          | 25位              | RE-546                    |
| 8  | 1982年 2月25日  | B面  | ふたりで生きる                        | 白鳥園枝     | 市川昭介     | 斉藤恒夫          | 25位              | RE-546                    |
| 9  | 1982年 8月5日   | A面  | 越前岬                                | 吉岡治       | 岸本健介     | 斉藤恒夫          | 20位              | RE-560                    |
| 9  | 1982年 8月5日   | B面  | 夕焼けふるさと                        | 吉岡治       | 岸本健介     | 斉藤恒夫          | 20位              | RE-560                    |
| 10 | 1982年 11月21日 | A面  | 酔わせて                              | たかたかし   | 弦哲也       | 斉藤恒夫          | -                 | RE-570                    |
| 10 | 1982年 11月21日 | B面  | 愛ひとつ                              | たかたかし   | 弦哲也       | 斉藤恒夫          | -                 | RE-570                    |
| 11 | 1983年 2月1日   | A面  | おれとおまえ                          | 西沢爽       | 叶弦大       | 斉藤恒夫          | 27位              | RE-578                    |
| 11 | 1983年 2月1日   | B面  | ふたりの海峡                          | 池田充男     | 徳久広司     | 斉藤恒夫          | 27位              | RE-578                    |
| 12 | 1983年 5月21日  | A面  | 盛り場渡し舟                          | 荒木とよひさ | 浜圭介       | 斉藤恒夫          | 36位              | RE-590                    |
| 12 | 1983年 5月21日  | B面  | 裏町あかり                            | 伊東セツ     | 竹田賢       | 斉藤恒夫          | 36位              | RE-590                    |
| 13 | 1983年 9月21日  | A面  | 遣らずの雨                            | 山上路夫     | 三木たかし   | 高田弘            | 49位              | RE-610                    |
| 13 | 1983年 9月21日  | B面  | ひとり花                              | 吉岡治       | 市川昭介     | 斉藤恒夫          | 49位              | RE-610                    |
| 14 | 1984年 2月1日   | A面  | ふたりの春                            | いではく     | 遠藤実       | 斉藤恒夫          | 36位              | RE-630                    |
| 14 | 1984年 2月1日   | B面  | 浪花夜曲                              | いではく     | 遠藤実       | 斉藤恒夫          | 36位              | RE-630                    |
| 15 | 1984年 8月21日  | A面  | 忍ぶ川                                | 吉岡治       | 市川昭介     | 斉藤恒夫          | 33位              | RE-640                    |
| 15 | 1984年 8月21日  | B面  | 恋列車                                | 吉岡治       | 市川昭介     | 斉藤恒夫          | 33位              | RE-640                    |
| 16 | 1985年 2月21日  | A面  | 男じゃないか                          | たかたかし   | 弦哲也       | 池多孝春          | 29位              | RE-661                    |
| 16 | 1985年 2月21日  | B面  | 春待ち便り                            | 荒木とよひさ | 岸本健介     | 斉藤恒夫          | 29位              | RE-661                    |
| 17 | 1985年 10月21日 | A面  | 忍路海岸わかれ雪                      | たかたかし   | 弦哲也       | 池多孝春          | -                 | RE-695                    |
| 17 | 1985年 10月21日 | B面  | 浮草の花                              | 浜浩二       | 浜浩二       | 池多孝春          | -                 | RE-695                    |
| 18 | 1986年 2月21日  | A面  | ふたりの絆                            | 鳥井実       | 聖川湧       | 池多孝春          | 45位              | RE-706                    |
| 18 | 1986年 2月21日  | B面  | 北国の夕暮れ                          | 鳥井実       | 聖川湧       | 薗広昭            | 45位              | RE-706                    |
| 19 | 1986年 8月21日  | A面  | 浪花灯り                              | 吉岡治       | 岸本健介     | 斉藤恒夫          | -                 | RE-724                    |
| 19 | 1986年 8月21日  | B面  | 遅い春                                | 吉岡治       | 岸本健介     | 池多孝春          | -                 | RE-724                    |
| 20 | 1986年 11月21日 | A面  | 愛は別離                              | なかにし礼   | 浜圭介       | 桜庭伸幸          | -                 | RE-739                    |
| 20 | 1986年 11月21日 | B面  | 風花                                  | 中西冬樹     | 伊豆康臣     | 桜庭伸幸          | -                 | RE-739                    |
| 21 | 1987年 11月5日  | A面  | 雨の街恋の街                          | たかたかし   | 岡千秋       | 前田俊明          | -                 | RE-799                    |
| 21 | 1987年 11月5日  | B面  | 女の雨                                | 星野哲郎     | 岡千秋       | 斉藤恒夫          | -                 | RE-799                    |
| 22 | 1987年 11月5日  | A面  | 瀬戸の恋歌                            | 星野哲郎     | 岡千秋       | 斉藤恒夫          | -                 | RE-800                    |
| 22 | 1987年 11月5日  | B面  | なみだの港                            | 星野哲郎     | 岡千秋       | 斉藤恒夫          | -                 | RE-800                    |
| 23 | 1988年 3月2日   | A面  | 豊後水道                              | 阿久悠       | 三木たかし   | 丸山雅仁          | 36位              | RE-827                    |
| 23 | 1988年 3月2日   | B面  | 雨の降る町                            | 阿久悠       | 三木たかし   | 丸山雅仁          | 36位              | RE-827                    |
| 24 | 1988年 12月5日  | A面  | 女 泣き砂 日本海                      | 阿久悠       | 三木たかし   | 川口真            | -                 | RE-878                    |
| 24 | 1988年 12月5日  | B面  | 駅前酒場                              | 阿久悠       | 三木たかし   | 川口真            | -                 | RE-878                    |
| 25 | 1989年 7月7日   | A面  | 月夜だね                              | たきのえいじ | 叶弦大       | 竜崎孝路          | -                 | RE-894                    |
| 25 | 1989年 7月7日   | B面  | 雨のラプソディ                        | たきのえいじ | 叶弦大       | 竜崎孝路          | -                 | RE-894                    |
| 26 | 1990年 1月21日  | A面  | 蛸焼き人生                            | 瀬戸千秋     | 河島英五     | 小谷充            | -                 | RE-917                    |
| 26 | 1990年 1月21日  | B面  | あかんたれの唄                        | もず唱平     | 上田正樹     | 小谷充            | -                 | RE-917                    |
| 27 | 1990年 6月21日  | 01   | ぐい呑み酒                            | 石本美由起   | 聖川湧       | 前田俊明          | -                 | TEDA-10012                |
| 27 | 1990年 6月21日  | 02   | 鷗と子猫                              | 石本美由起   | 聖川湧       | 前田俊明          | -                 | TEDA-10012                |
| 28 | 1991年 3月21日  | 01   | あんたの春                            | もず唱平     | 浜圭介       | 前田俊明          | -                 | TEDA-10049                |
| 28 | 1991年 3月21日  | 02   | 桜                                    | もず唱平     | 浜圭介       | 前田俊明          | -                 | TEDA-10049                |
| 29 | 1991年 4月1日   | 01   | 炎情歌                                | 石本美由起   | 弦哲也       | 桜庭伸幸          | -                 | TEDA-10056                |
| 29 | 1991年 4月1日   | 02   | 花ある人生                            | もず唱平     | 浜圭介       | 南郷達也          | -                 | TEDA-10056                |
| 30 | 1992年 2月21日  | 01   | 夢追い女                              | 石本美由起   | 聖川湧       | 前田俊明          | -                 | TEDA-10206                |
| 30 | 1992年 2月21日  | 02   | 夢見酒                                | 水木かおる   | 四方章人     | 池多孝春          | -                 | TEDA-10206                |
| 31 | 1993年 2月21日  | 01   | 月の砂漠                              | 湯川れい子   | 弦哲也       | 前田俊明          | -                 | TEDA-10268                |
| 31 | 1993年 2月21日  | 02   | 夕焼けの詩                            | 湯川れい子   | 弦哲也       | 前田俊明          | -                 | TEDA-10268                |
| 32 | 1993年 9月22日  | 01   | 春花秋灯                              | 星野哲郎     | 小林亜星     | 竹村次郎          | -                 | TEDA-10292                |
| 32 | 1993年 9月22日  | 02   | 元気でいこうぜ                        | 星野哲郎     | 小林亜星     | 竹村次郎          | -                 | TEDA-10292                |
| 33 | 1993年 10月21日 | 01   | 昔のように港町                        | 阿久悠       | 三木たかし   | 馬飼野俊一        | -                 | TEDA-10295                |
| 33 | 1993年 10月21日 | 02   | らんぷの宿で                          | 阿久悠       | 三木たかし   | 馬飼野俊一        | -                 | TEDA-10295                |
| 34 | 1994年 10月21日 | 01   | いとしい人へ                          | 帆苅伸子     | 都志見隆     | 川村栄二          | -                 | TEDA-10322                |
| 34 | 1994年 10月21日 | 02   | 北の想い                              | 原真弓       | 久保田安紀   | 川村栄二          | -                 | TEDA-10322                |
| 35 | 1995年 1月21日  | 01   | 北山しぐれ                            | 水木かおる   | 岸本健介     | 前田俊明          | 47位              | TEDA-10328                |
| 35 | 1995年 1月21日  | 02   | リラ冷えの宿                          | 水木かおる   | 岸本健介     | 前田俊明          | 47位              | TEDA-10328                |
| 36 | 1996年 1月21日  | 01   | ちょうちんの花                        | 阿久悠       | 円広志       | 桜庭伸幸          | 45位              | TEDA-10353                |
| 36 | 1996年 1月21日  | 02   | 男たちよ                              | 阿久悠       | 円広志       | 桜庭伸幸          | 45位              | TEDA-10353                |
| 37 | 1996年 6月21日  | 01   | 恋歌ふたたび                          | 阿久悠       | 藤竜之介     | 若草恵            | -                 | TEDA-10362                |
| 37 | 1996年 6月21日  | 02   | そしてもう秋ある港町                  | 阿久悠       | 只野通泰     | 若草恵            | -                 | TEDA-10362                |
| 38 | 1996年 7月21日  | 01   | 音頭 とうふ天国                       | 星野哲郎     | 弦哲也       | 南郷達也          | -                 | TEDA-10364                |
| 38 | 1996年 7月21日  | 02   | 幸福ぐらし                            | 池田充男     | 伊藤雪彦     | 馬場良            | -                 | TEDA-10364                |
| 39 | 1997年 1月22日  | 01   | 麗人麗歌                              | 阿久悠       | 三木たかし   | 若草恵            | -                 | TEDA-10376                |
| 39 | 1997年 1月22日  | 02   | 夢                                    | 阿久悠       | 三木たかし   | 若草恵            | -                 | TEDA-10376                |
| 40 | 1997年 3月1日   | 01   | 人生賭けてます                        | 広瀬香美     | 広瀬香美     | 本間昭光 広瀬香美 | -                 | TEDA-383                  |
| 40 | 1997年 3月1日   | 02   | 人生賭けてます (Re-Mixバージョン)     | 広瀬香美     | 広瀬香美     | 飯田高広          | -                 | TEDA-383                  |
| 41 | 1997年 6月21日  | 01   | 南へ旅しませんか                      | 広瀬香美     | 広瀬香美     | 本間昭光 広瀬香美 | -                 | TEDA-10392                |
| 41 | 1997年 6月21日  | 02   | 美幸のお願い数え唄                    | 広瀬香美     | 広瀬香美     | 飯田高広 広瀬香美 | -                 | TEDA-10392                |
| 42 | 1998年 1月1日   | 01   | 二輪草                                | 水木かおる   | 弦哲也       | 前田俊明          | 16位              | TEDA-10407                |
| 42 | 1998年 1月1日   | 02   | 伊豆夜情                              | 水木かおる   | 弦哲也       | 馬場良            | 16位              | TEDA-10407                |
| 43 | 1999年 4月21日  | 01   | 君影草〜すずらん〜                    | 水木かおる   | 弦哲也       | 南郷達也          | 27位              | TEDA-10437                |
| 43 | 1999年 4月21日  | 02   | 菊日和                                | 水木かおる   | 弦哲也       | 南郷達也          | 27位              | TEDA-10437                |
| 44 | 2000年 1月21日  | 01   | なにわの女                            | 吉岡治       | 弦哲也       | 前田俊明          | 40位              | TEDA-10467                |
| 44 | 2000年 1月21日  | 02   | 夏銀河                                | 吉岡治       | 弦哲也       | 前田俊明          | 40位              | TEDA-10467                |
| 45 | 2001年 2月15日  | 01   | 春ふたり                              | たかたかし   | 弦哲也       | 前田俊明          | 36位              | TEDA-10497                |
| 45 | 2001年 2月15日  | 02   | ふたりの窓                            | たかたかし   | 弦哲也       | 前田俊明          | 36位              | TEDA-10497                |
| 46 | 2001年 9月26日  | 01   | 大河の流れ                            | 吉岡治       | 弦哲也       | 前田俊明          | 25位              | TEDA-10517                |
| 46 | 2001年 9月26日  | 02   | 渡り鳥とんだ                          | 吉岡治       | 弦哲也       | 前田俊明          | 25位              | TEDA-10517                |
| 47 | 2002年 3月13日  | 01   | 宵待しぐれ                            | もず唱平     | 聖川湧       | 南郷達也          | 25位              | TEDA-10537                |
| 47 | 2002年 3月13日  | 02   | おんな橋                              | もず唱平     | 聖川湧       | 南郷達也          | 25位              | TEDA-10537                |
| 48 | 2002年 8月21日  | 01   | 貴船の宿                              | 吉岡治       | 弦哲也       | 前田俊明          | 17位              | TEDA-10557                |
| 48 | 2002年 8月21日  | 02   | 祭りうた                              | 吉岡治       | 弦哲也       | 川村栄二          | 17位              | TEDA-10557                |
| 49 | 2003年 5月8日   | 01   | おんなの一生〜汗の花〜                | 吉岡治       | 弦哲也       | 前田俊明          | 20位              | TECA-11587                |
| 49 | 2003年 5月8日   | 02   | 風の異邦人                            | 吉岡治       | 弦哲也       | 佐野博美          | 20位              | TECA-11587                |
| 50 | 2004年 2月25日  | 01   | おもろい女                            | 吉岡治       | 弦哲也       | 前田俊明          | 39位              | TECA-11627                |
| 50 | 2004年 2月25日  | 02   | 梓川                                  | 吉岡治       | 弦哲也       | 前田俊明          | 39位              | TECA-11627                |
| 51 | 2004年 5月26日  | 01   | 母日和                                | 阿久悠       | 弦哲也       | 若草恵            | -                 | TECA-11637                |
| 51 | 2004年 5月26日  | 02   | 花の美らさよ                          | 水木かおる   | 弦哲也       | 前田俊明          | -                 | TECA-11637                |
| 52 | 2005年 1月1日   | 01   | うすゆき草                            | たかたかし   | 弦哲也       | 前田俊明          | 12位              | TECA-11657                |
| 52 | 2005年 1月1日   | 02   | 高千穂旅情                            | たかたかし   | 弦哲也       | 前田俊明          | 12位              | TECA-11657                |
| 53 | 2006年 1月1日   | 01   | 歌ひとすじ                            | 吉岡治       | 弦哲也       | 前田俊明          | 21位              | TECA-12037                |
| 53 | 2006年 1月1日   | 02   | 想い出夜汽車                          | 吉岡治       | 弦哲也       | 前田俊明          | 21位              | TECA-12037                |
| 54 | 2006年 7月1日   | 01   | 灯籠流し                              | たかたかし   | 弦哲也       | 前田俊明          | -                 | TECA-12057                |
| 54 | 2006年 7月1日   | 02   | おんな神輿                            | 水木かおる   | 芳賀邦比庫   | 竜崎孝路          | -                 | TECA-12057                |
| 55 | 2006年 12月20日 | 01   | 金沢の雨                              | 吉岡治       | 弦哲也       | 前田俊明          | 13位              | TECA-12077                |
| 55 | 2006年 12月20日 | 02   | 思い櫻                                | 吉岡治       | 弦哲也       | 前田俊明          | 13位              | TECA-12077                |
| 56 | 2007年 12月19日 | 01   | 夫婦ちゃんりん                        | かず翼       | 弦哲也       | 南郷達也          | 18位              | TECA-12127                |
| 56 | 2007年 12月19日 | 02   | 浜しぐれ                              | 志賀大介     | 弦哲也       | 南郷達也          | 18位              | TECA-12127                |
| 57 | 2008年 8月27日  | 01   | 木曽川しぐれ                          | 水木れいじ   | 弦哲也       | 南郷達也          | 20位              | TECA-12147                |
| 57 | 2008年 8月27日  | 02   | 紅の雪                                | 田久保真見   | 弦哲也       | 南郷達也          | 20位              | TECA-12147                |
| 57 | 2008年 8月27日  | 03   | おんな花 (ニュー・ボーカル)           | 松本礼児     | 平尾昌晃     | 竜崎孝路          | 20位              | TECA-12147                |
| 58 | 2009年 4月16日  | 01   | 艶冶な気分                            | 吉岡治       | 弦哲也       | 若草恵            | 24位              | TECA-12177                |
| 58 | 2009年 4月16日  | 02   | 花のあとさき                          | 吉岡治       | 弦哲也       | 前田俊明          | 24位              | TECA-12177                |
| 59 | 2009年 9月2日   | 01   | 郡上夢うた                            | 吉岡治       | 弦哲也       | 前田俊明          | 16位              | TECA-12200                |
| 59 | 2009年 9月2日   | 02   | 魔風恋風                              | 吉岡治       | 弦哲也       | 竜崎孝路          | 16位              | TECA-12200                |
| 60 | 2010年 3月31日  | 01   | ふたり花                              | たかたかし   | 弦哲也       | 前田俊明          | 14位              | TECA-12220 (通常盤)       |
| 60 | 2010年 3月31日  | 02   | 雨情歌                                | たかたかし   | 弦哲也       | 前田俊明          | 14位              | TECA-12220 (通常盤)       |
| 60 | 2010年 3月31日  | 03   | ふたり花 (アコースティックVer.)       | たかたかし   | 弦哲也       | 前田俊明          | 14位              | TECA-12220 (通常盤)       |
| 60 | 2010年 10月6日  | 02   | ふたり花 (デュエットVer.)             | たかたかし   | 弦哲也       | 前田俊明          | 14位              | TECA-10267 (デュエット版) |
| 61 | 2011年 1月1日   | 01   | 長崎の雨                              | たかたかし   | 弦哲也       | 前田俊明          | 12位              | TECA-12270                |
| 61 | 2011年 1月1日   | 02   | まいどおおきに                        | たかたかし   | 弦哲也       | 伊戸のりお        | 12位              | TECA-12270                |
| 62 | 2012年 1月1日   | 01   | 花ぼうろ〜霧氷の宿〜                  | たかたかし   | 弦哲也       | 前田俊明          | 23位              | TECA-12320                |
| 62 | 2012年 1月1日   | 02   | 天空のペガサス                        | 建石一       | 弦哲也       | 川村栄二          | 23位              | TECA-12320                |
| 63 | 2012年 7月4日   | 01   | うたびと                              | 池田充男     | 都志見隆     | 若草恵            | -                 | TECA-12355                |
| 63 | 2012年 7月4日   | 02   | おんなの夢舞台                        | 建石一       | 徳久広司     | 池多孝春          | -                 | TECA-12355                |
| 64 | 2013年 1月1日   | 01   | めおと桜                              | 建石一       | 弦哲也       | 前田俊明          | 14位              | TECA-12407 (通常盤)       |
| 64 | 2013年 1月1日   | 02   | 歌手紙                                | 建石一       | 弦哲也       | 田村武也          | 14位              | TECA-12407 (通常盤)       |
| 64 | 2013年 7月17日  | 02   | めおと桜 〜デュエットVer.〜           | 建石一       | 弦哲也       | 前田俊明          | 14位              | TECA-12460 (デュエット版) |
| 64 | 2013年 7月17日  | 03   | めおと桜 〜セリフなしVer.〜           | 建石一       | 弦哲也       | 前田俊明          | 14位              | TECA-12460 (デュエット版) |
| 65 | 2014年 1月1日   | 01   | 祇園のおんな                          | 高田ひろお   | 弦哲也       | 前田俊明          | 31位              | TECA-12488                |
| 65 | 2014年 1月1日   | 02   | お吉情話                              | 高田ひろお   | 弦哲也       | 前田俊明          | 31位              | TECA-12488                |
| 66 | 2014年 11月29日 | 01   | 吾亦紅〜移りゆく日々〜                | 水木かおる   | 弦哲也       | 前田俊明          | -                 | TECA-12560                |
| 66 | 2014年 11月29日 | 02   | 桜桃忌                                | 水木かおる   | 弦哲也       | 前田俊明          | -                 | TECA-12560                |
| 67 | 2015年 4月22日  | 01   | 一路一生                              | 池田充男     | 弦哲也       | 前田俊明          | 36位              | TECA-13595                |
| 67 | 2015年 4月22日  | 02   | きぬぎぬ川                            | 池田充男     | 弦哲也       | 川村栄二          | 36位              | TECA-13595                |
| 67 | 2015年 4月22日  | 03   | 金沢の雨                              | 吉岡治       | 弦哲也       | 前田俊明          | 36位              | TECA-13595                |
| 68 | 2016年 3月2日   | 01   | 人生ごよみ                            | たかたかし   | 弦哲也       | 前田俊明          | 26位              | TECA-13660                |
| 68 | 2016年 3月2日   | 02   | 男の値打ち                            | たかたかし   | 弦哲也       | 前田俊明          | 26位              | TECA-13660                |
| 69 | 2017年 2月22日  | 01   | 津軽さくら物語                        | 齋藤千恵子   | 板橋かずゆき | 田代修二          | -                 | TECA-13730                |
| 69 | 2017年 2月22日  | 02   | 北の旅人                              | 山口洋子     | 弦哲也       | 伊戸のりお        | -                 | TECA-13730                |
| 70 | 2017年 4月19日  | 01   | あなたと生きる                        | 田久保真見   | 弦哲也       | 前田俊明          | 41位              | TECA-13760                |
| 70 | 2017年 4月19日  | 02   | 涙の海を、渡るよに                    | 田久保真見   | 弦哲也       | 前田俊明          | 41位              | TECA-13760                |
| 71 | 2018年 1月31日  | 01   | 深川浪花物語                          | もず唱平     | 聖川湧       | 伊戸のりお        | 48位              | TECA-13816                |
| 71 | 2018年 1月31日  | 02   | いなか侍                              | もず唱平     | 聖川湧       | 伊戸のりお        | 48位              | TECA-13816                |
| 72 | 2018年 7月4日   | 01   | 能登はやさしや                        | 椿れい       | 梶原茂人     | 伊戸のりお        | -                 | TECA-13854                |
| 72 | 2018年 7月4日   | 02   | 小樽まで                              | 阿久悠       | 花岡優平     | 矢野立美          | -                 | TECA-13854                |
| 73 | 2018年 11月7日  | 01   | 半分のれん                            | 岸かいせい   | 左峰捨比古   | 伊戸のりお        | -                 | TECA-13884                |
| 73 | 2018年 11月7日  | 02   | ちゃんちき小町                        | ゆうじ誠     | 石田光輝     | 伊戸のりお        | -                 | TECA-13884                |
| 74 | 2019年 6月5日   | 01   | 笑売繁昌                              | もず唱平     | 弦哲也       | 南郷達也          | -                 | TECA-13930                |
| 74 | 2019年 6月5日   | 02   | おんな橋                              | もず唱平     | 聖川湧       | 南郷達也          | -                 | TECA-13930                |
| 75 | 2020年 2月5日   | 01   | 海峡雪しぐれ                          | たかたかし   | 弦哲也       | 南郷達也          | 34位              | TECA-20003                |
| 75 | 2020年 2月5日   | 02   | 雨の止まり木                          | 麻こよみ     | 弦哲也       | 南郷達也          | 34位              | TECA-20003                |
| 76 | 2021年 2月3日   | 01   | 恋情歌                                | 麻こよみ     | 弦哲也       | 南郷達也          | 47位              | TECA-21005                |
| 76 | 2021年 2月3日   | 02   | 二度目の春                            | 麻こよみ     | 弦哲也       | 南郷達也          | 47位              | TECA-21005                |
| 77 | 2022年 2月16日  | 01   | 冬の華                                | 小野田洋子   | 弦哲也       | 杉山ユカリ        | 47位              | TECA-22012                |
| 77 | 2022年 2月16日  | 02   | 花ある人生〜夢のあとさき〜            | もず唱平     | 浜圭介       | 杉山ユカリ        | 47位              | TECA-22012                |
| 77 | 2022年 2月16日  | 03   | 人生賭けてます2021                    | 広瀬香美     | 広瀬香美     | 杉山ユカリ        | 47位              | TECA-22012                |
| 78 | 2023年 2月8日   | 01   | 冬列車                                | 田村武也     | 田村武也     | 田村武也          | -                 | TECA-23002                |
| 78 | 2023年 2月8日   | 02   | 明日は今日より                        | 岩井薫       | 南乃星太     | 杉山ユカリ        | -                 | TECA-23002                |
| 79 | 2024年 2月21日  | 01   | 人生日和                              | 麻こよみ     | 弦哲也       | 猪股義周          | 34位              | TECA-24008                |
| 79 | 2024年 2月21日  | 02   | 横浜トワイライト 〜想い出は美しく〜   | 麻こよみ     | 弦哲也       | 猪股義周          | 34位              | TECA-24008                |
| 80 | 2025年 2月19日  | 01   | あなたの口ぐせ                        | さわだすずこ | 杉本眞人     | 南郷達也          | -                 | TECA-24008                |
| 80 | 2025年 2月19日  | 02   | らんぷの宿で 〜アコースティックVer.〜 | 阿久悠       | 三木たかし   | 斉藤功            | -                 | TECA-24008                |

#### 配信限定シングル
| 発売日        | 曲順 | タイトル       | 作詞     | 作曲     | 編曲       |
| ------------- | ---- | -------------- | -------- | -------- | ---------- |
| 2025年5月21日 | 01   | 美幸の熱海音頭 | 長田清子 | 長田清子 | 伊戸のりお |

#### デュエット・シングル
| 発売日          | デュエット     | 曲順 | タイトル                          | 作詞         | 作曲         | 編曲              | 規格品番   |
| --------------- | -------------- | ---- | --------------------------------- | ------------ | ------------ | ----------------- | ---------- |
| 1983年 1月21日  | 増位山太志郎   | A面  | マイク片手にカラオケ人生          | 大高ひさを   | 村沢良介     | 伊藤雪彦          | UE-536     |
| 1983年 1月21日  | 増位山太志郎   | B面  | 私はあなたの涙です                | 大高ひさを   | 村沢良介     | 伊藤雪彦          | UE-536     |
| 1985年 6月21日  | 弦哲也         | A面  | 今夜は乾杯                        | たかたかし   | 弦哲也       | 斉藤恒夫          | RE-675     |
| 1985年 6月21日  | 弦哲也         | B面  | わかれの午前零時                  | たかたかし   | 弦哲也       | 斉藤恒夫          | RE-675     |
| 1986年 9月5日   | 喜瀬ひろし     | A面  | 雪国 北国 恋の国                  | 華盛開       | 華盛開       | 田中伸佳          | RE-734     |
| 1986年 9月5日   | -              | B面  | (カラオケ)                        | -            | 華盛開       | 田中伸佳          | RE-734     |
| 1989年 12月1日  | 弦哲也         | A面  | とまり木迷子                      | 吉田旺       | 弦哲也       | 前田俊明          | RE-912     |
| 1994年 8月21日  | 石原裕次郎     | 01   | 逢えるじゃないかまたあした        | 滝田順       | 鶴岡雅義     | 山倉たかし        | TEDA-10316 |
| 1994年 8月21日  | -              | 02   | 恋暦 (歌：川中美幸)               | 荒木とよひさ | 弦哲也       | 前田俊明          | TEDA-10316 |
| 1995年 9月21日  | 石原裕次郎     | 01   | 泣かせるぜ                        | 滝田順       | 鶴岡雅義     | 池多孝春          | TEDA-10347 |
| 1995年 9月21日  | 石原裕次郎     | 02   | 恋路                              | 池田充男     | 野崎真一     | 山倉たかし        | TEDA-10347 |
| 1995年 9月21日  | 石原裕次郎     | 01   | 恋の町札幌                        | 浜口庫之助   | 浜口庫之助   | 伊戸のりお        | TEDA-10348 |
| 1995年 9月21日  | 石原裕次郎     | 02   | 恋いのち                          | 二条冬詩夫   | 伊藤雪彦     | 伊藤雪彦          | TEDA-10348 |
| 1998年 9月23日  | 弦哲也         | 01   | 二輪草                            | 水木かおる   | 弦哲也       | 前田俊明          | TEDA-10427 |
| 2000年 9月1日   | 吉幾三         | 01   | 出張物語                          | 吉幾三       | 吉幾三       | 京建輔            | TEDA-10475 |
| 2000年 9月1日   | -              | 02   | 美幸のお願い数え唄 (歌：川中美幸) | 広瀬香美     | 広瀬香美     | 飯田高広 広瀬香美 | TEDA-10475 |
| 2007年 9月26日  | 宮本隆治       | 01   | 金沢の雨                          | 吉岡治       | 弦哲也       | 前田俊明          | TECA-10117 |
| 2010年 11月24日 | 山本譲二       | 01   | 仁川エアポート                    | たかたかし   | 弦哲也       | 南郷達也          | TECA-12262 |
| 2010年 11月24日 | 山本譲二       | 02   | 夜霧のふたり                      | たかたかし   | 弦哲也       | 南郷達也          | TECA-12262 |
| 2012年 8月22日  | 松平健         | 01   | 名場面                            | 阿久悠       | 宇崎竜童     | 川村栄二          | TECA-12366 |
| 2012年 8月22日  | 松平健         | 02   | 射手座のふたり                    | 田久保真見   | 杉本眞人     | 川村栄二          | TECA-12366 |
| 2013年 10月16日 | 水谷千重子     | 01   | 恋する大阪                        | 高田ひろお   | 聖川湧       | 丸山雅仁          | TECA-12480 |
| 2013年 10月16日 | 水谷千重子     | 02   | 半分こ                            | 高田ひろお   | 聖川湧       | 丸山雅仁          | TECA-12480 |
| 2018年 8月15日  | ベイビー・ブー | 01   | 明日への伝言                      | 麻こよみ     | 花岡優平     | 伊戸のりお        | TECA-13866 |
| 2018年 8月15日  | ベイビー・ブー | 02   | たそがれ哀愁                      | 麻こよみ     | 花岡優平     | 伊戸のりお        | TECA-13866 |
| 2020年 4月15日  | 前川清         | 01   | 東京シティ・セレナーデ            | 冬弓ちひろ   | 花岡優平     | 中村力哉          | TECA-20023 |
| 2020年 4月15日  | 前川清         | 02   | ヘイ・ポーラ                      | みナみカズみ | R.Hildebrand | 伊戸のりお        | TECA-20023 |

#### 企画シングル
| 発売日         | 名義                                     | 曲順 | タイトル       | 作詞     | 作曲   | 編曲   | 規格品番   |
| -------------- | ---------------------------------------- | ---- | -------------- | -------- | ------ | ------ | ---------- |
| 2004年 5月19日 | 森進一 森昌子 川中美幸 森口博子 黒柳徹子 | 01   | じゃがいもの唄 | 原田博之 | 森進一 | 若草恵 | VICL-35665 |

### アルバム
- LP

| 発売日         | タイトル                                  | 規格品番 |
| -------------- | ----------------------------------------- | -------- |
| 1977年         | 川中美幸 演歌の心 まるやまブルース        | GM-71    |
| 1980年         | 川中美幸 演歌の旅 ふたり酒                | GM-100   |
| 1980年         | 川中美幸 演歌の夢                         | GM-110   |
| 1981年         | 川中美幸 演歌の灯 ふたりぐらし            | TL-505   |
| 1982年         | 川中美幸 演歌の花 花咲港                  | GM-126   |
| 1983年         | 川中美幸 演歌の春 おれとおまえ            | GM-139   |
| 1983年         | 川中美幸 演歌の川 盛り場渡し舟            | GM-147   |
| 1984年3月21日  | 川中美幸 演歌の道 ふたりの春              | GM-164   |
| 1984年5月21日  | 美幸の大阪                                | GM-167   |
| 1984年9月21日  | 川中美幸 演歌の星 忍ぶ川                  | GM-175   |
| 1985年3月21日  | 川中美幸 演歌の響 男じゃないか            | GM-183   |
| 1985年9月21日  | 川中美幸 演歌の宵 今夜は乾杯…男じゃないか | GM-190   |
| 1985年11月21日 | 忍路海岸わかれ雪〜おんなの旅路〜          | GM-194   |
| 1986年3月21日  | 川中美幸 演歌の栞 ふたりの絆              | GM-205   |
| 1986年9月21日  | 川中美幸 演歌の涼 浪花灯り                | GM-210   |
| 1987年2月21日  | 川中美幸 演歌の雫 愛は別離                | GM-214   |
| 1987年11月21日 | 川中美幸 演歌の翔 雨の街恋の街/瀬戸の恋歌 | GM-219   |

- CD

| 発売日         | タイトル                                    | 規格品番       |
| -------------- | ------------------------------------------- | -------------- |
| 1985年3月21日  | 男じゃないか〜川中美幸 演歌の響             | 30CH-23        |
| 1985年6月21日  | 男じゃないか〜川中美幸 男の演歌             | 30CH-44        |
| 1985年10月21日 | 今夜は乾杯…男じゃないか〜川中美幸 演歌の宵  | 30CH-112       |
| 1985年12月16日 | 忍路海岸わかれ雪〜おんなの旅路〜            | 30CH-152       |
| 1986年4月21日  | ふたりの絆〜川中美幸 演歌の栞               | 30CH-166       |
| 1986年9月21日  | 浪花灯り〜川中美幸 演歌の涼                 | 30CH-186       |
| 1986年12月16日 | 浪花灯り〜川中美幸 浪花演歌を唄う           | 30CH-218       |
| 1987年2月21日  | 愛は別離〜川中美幸 演歌の雫                 | 30CH-208       |
| 1987年12月2日  | 雨の街恋の街・瀬戸の恋歌〜川中美幸 演歌の翔 | 30CH-285       |
| 1988年9月21日  | 南憂北愁                                    | 30CH-325       |
| 1989年1月21日  | 女 泣き砂 日本海〜川中美幸 演歌の愁         | 30CH-351       |
| 1991年2月21日  | 春を待つ女の詩 女の道標                     | TECA-28206     |
| 1991年5月21日  | 人 うた 心                                  | TECA-28253     |
| 1992年2月21日  | にっぽん祭時記                              | TECA-30362     |
| 1994年8月21日  | 春花秋灯                                    | TECA-30541     |
| 1995年2月22日  | 忘帰行〜北山しぐれ〜                        | TECA-30598     |
| 1995年6月21日  | めぐり逢い                                  | TECA-30643     |
| 1996年4月21日  | 川中美幸20周年記念 20年の歩み               | TECA-32693     |
| 1996年8月21日  | ちょうちんの花〜川中美幸 人生模様           | TECA-30706     |
| 1997年2月21日  | 麗人麗歌〜阿久悠の世界〜                    | TECA-30724     |
| 1997年9月21日  | ふたりの美幸                                | TECE-30043     |
| 1998年2月21日  | 四季彩花                                    | TECE-39069〜70 |
| 1998年7月23日  | 二輪草〜川中美幸 しあわせ演歌               | TECE-29085     |
| 1999年7月23日  | 君影草〜すずらん〜 川中美幸"旅情"           | TECE-30116     |
| 2000年5月31日  | なにわの女〜川中美幸 人情演歌               | TECE-30166     |
| 2000年11月22日 | 出張物語〜川中美幸 魅惑のデュエット曲集     | TECE-30203     |
| 2003年8月21日  | 美幸のにっぽん歌めぐり                      | TECE-30408     |
| 2004年5月26日  | 四季詩情                                    | TECE-30469     |
| 2005年7月1日   | うすゆき草〜川中美幸 しあわせ演歌           | TECE-29581     |
| 2008年6月25日  | ビッグ・ヒット演歌を唄う                    | TECE-20774     |
| 2009年5月26日  | 艶冶                                        | TECE-30811     |
| 2010年7月7日   | 吉岡治を唄う                                | TECE-28935     |
| 2016年1月1日   | 一凛・花舞台 川中美幸の時代劇場             | TECE-3367      |
| 2019年10月2日  | おかあちゃんへ〜少しサヨナラ〜              | TECE-3538      |
| 2024年10月16日 | めぐり逢い〜ふたたび〜                      | TECE-3726      |

#### カバー・アルバム
| 発売日         | タイトル                       | 規格品番      |
| -------------- | ------------------------------ | ------------- |
| 1996年5月22日  | 昭和おんなの詩集               | TECA-30698    |
| 2006年10月1日  | 服部良一を唄う                 | TECE-30657    |
| 2012年10月24日 | 名曲〜人・うた・心             | TECE-3113     |
| 2013年11月20日 | 川中美幸〜昭和の流行歌を唄う〜 | TECE-3224     |
| 2014年8月20日  | 昭和名曲歌謡&カラオケ          | TECE-3258〜59 |
| 2017年2月22日  | 美幸のおとこ唄                 | TECE-3425     |

#### ライブ・アルバム
| 発売日         | タイトル                                 | 規格品番   |
| -------------- | ---------------------------------------- | ---------- |
| 1990年11月21日 | 川中美幸の中国だより〜歌はこころのかけ橋 | TECA-23175 |

#### ベスト・アルバム
| 発売日         | タイトル                                 | 規格品番       |
| -------------- | ---------------------------------------- | -------------- |
| 1984年4月21日  | 演歌熱唱〜オリジナルベスト13〜           | 35CH-2         |
| 1984年12月16日 | オリジナル演歌全曲集                     | 35CH-13        |
| 1985年12月16日 | オリジナルベスト14                       | 30CH-148       |
| 1986年10月21日 | 全曲集 ふたり酒〜浪花灯り                | 50CH-189〜90   |
| 1988年4月21日  | 豊後水道－川中美幸オリジナルベスト14－   | 30CH-297       |
| 1988年6月21日  | 豊後水道 川中美幸全曲集                  | 30CH-312       |
| 1988年9月21日  | オリジナルベスト12                       | 25CH-21        |
| 1988年9月21日  | 演歌ベスト12                             | 25CH-22        |
| 1988年11月21日 | 大全集                                   | 50CH-343〜44   |
| 1989年7月21日  | BEST&BEST 川中美幸全曲集                 | 28DA-2         |
| 1989年10月15日 | SUPER BEST 川中美幸全曲集                | 28DA-32        |
| 1989年11月15日 | ゴールドCD 川中美幸大全集                | 35DA-56        |
| 1989年12月16日 | 特選演歌集                               | TECA-28007     |
| 1990年6月15日  | BEST&BEST 川中美幸オリジナル全曲集       | TECA-30064     |
| 1990年9月21日  | 歌いましょう!川中美幸名曲集              | TECA-20106     |
| 1990年10月25日 | SUPER BEST 川中美幸全曲集                | TECA-30129     |
| 1990年11月21日 | SUPER BEST 川中美幸大全集                | TECA-46162〜63 |
| 1991年3月21日  | 歌いましょう!川中美幸名曲集              | TECA-20213     |
| 1991年6月21日  | オリジナル全曲集 炎情歌〜あんたの春      | TECA-30260     |
| 1991年7月21日  | 歌いましょう!川中美幸名曲集              | TECA-20277     |
| 1991年10月25日 | 全曲集                                   | TECA-30302     |
| 1992年3月18日  | 全曲集 夢追い女                          | TECA-30367     |
| 1992年6月21日  | オリジナルベスト                         | TECA-30388     |
| 1992年10月25日 | 全曲集                                   | TECA-30421     |
| 1992年11月21日 | ヒット大全集                             | TECA-50452〜53 |
| 1993年3月21日  | オリジナル・ヒット曲集 月の砂漠          | TECA-30468     |
| 1993年11月21日 | 全曲集                                   | TECA-30497     |
| 1994年10月21日 | 全曲集'95                                | TECA-30551     |
| 1994年12月1日  | 川中美幸ベスト①                          | TECA-12604     |
| 1994年12月1日  | 川中美幸ベスト②                          | TECA-12605     |
| 1995年10月21日 | 全曲集'96                                | TECA-30661     |
| 1995年11月22日 | 大全集                                   | TECA-50667〜68 |
| 1996年10月21日 | 全曲集'97                                | TECA-30712     |
| 1997年10月22日 | 全曲集'98                                | TECE-31048     |
| 1997年11月21日 | 大全集                                   | TECE-51055〜56 |
| 1998年10月21日 | 全曲集'99                                | TECE-31089     |
| 1999年10月21日 | 2000年全曲集                             | TECE-32125     |
| 1999年11月21日 | 大全集                                   | TECE-52137〜38 |
| 2000年10月25日 | 2001年全曲集                             | TECE-32195     |
| 2001年6月21日  | 心をこめて…25年 川中美幸大全集           | TECE-39220〜21 |
| 2001年9月21日  | 2002年全曲集                             | TECE-32237     |
| 2002年1月2日   | 大全集                                   | TECE-52280〜81 |
| 2002年11月21日 | 2003年全曲集                             | TECE-32332     |
| 2003年11月21日 | 2004年全曲集                             | TECE-32427     |
| 2003年12月17日 | 大全集                                   | TECE-52433〜34 |
| 2004年11月24日 | 2005年全曲集                             | TECE-32518     |
| 2005年11月23日 | 2006年全曲集                             | TECE-32607     |
| 2005年12月16日 | 大全集                                   | TECE-48620〜21 |
| 2006年7月1日   | 心をこめて…30年 川中美幸30周年記念名曲集 | TECE-50641〜42 |
| 2006年11月22日 | 2007年全曲集                             | TECE-32669     |
| 2007年11月7日  | 川中美幸名曲集 金沢の雨                  | TECE-30717     |
| 2007年11月21日 | 2008年全曲集                             | TECE-32728     |
| 2007年12月19日 | 大全集                                   | TECE-48735〜36 |
| 2008年12月3日  | 2009年全曲集                             | TECE-32791     |
| 2009年10月21日 | 2010年全曲集                             | TECE-32854     |
| 2009年11月18日 | 大全集                                   | TECE-48866〜67 |
| 2010年10月20日 | 2011年全曲集                             | TECE-32942     |
| 2011年12月14日 | 2012年全曲集                             | TECE-3032      |
| 2012年1月11日  | 大全集                                   | TECE-3041〜42  |
| 2012年11月21日 | 2013年全曲集                             | TECE-3093      |
| 2013年11月20日 | 2014年全曲集                             | TECE-3190      |
| 2013年12月11日 | 大全集                                   | TECE-3197〜98  |
| 2014年11月19日 | 2015年全曲集                             | TECE-3281      |
| 2015年10月21日 | 2016年全曲集                             | TECE-3326      |
| 2015年11月18日 | 大全集                                   | TECE-3338〜39  |
| 2016年10月19日 | 2017年全曲集                             | TECE-3394      |
| 2017年11月15日 | 2018年全曲集                             | TECE-3458      |
| 2017年12月13日 | 大全集                                   | TECE-3470〜71  |
| 2018年10月17日 | 2019年全曲集                             | TECE-3501      |
| 2019年10月16日 | 2020年全曲集                             | TECE-3540      |
| 2019年11月20日 | 大全集                                   | TECE-3563〜64  |
| 2020年9月16日  | 2021年全曲集                             | TECE-3587      |
| 2021年10月20日 | デビュー45周年記念 2022年全曲集          | TECE-3638      |
| 2021年11月17日 | デビュー45周年記念 大全集                | TECE-3657〜59  |
| 2022年10月19日 | 2023年全曲集                             | TECE-3672      |
| 2023年10月18日 | 全曲集                                   | TECE-3702      |
| 2024年10月16日 | 全曲集                                   | TECE-3729      |

#### CD-BOX
| 発売日         | タイトル                                          | 規格品番       |
| -------------- | ------------------------------------------------- | -------------- |
| 1991年10月23日 | 川中美幸大全集                                    | TECS-12041〜45 |
| 1996年7月21日  | 川中美幸20周年記念ベスト100大全集「人・うた・心」 | TECS-15141〜46 |
| 2011年5月25日  | 出逢いに感謝…35年 シングルコレクション            | TECS-10471〜75 |
| 2011年5月25日  | 川中美幸大全集〜心身一如・35周年記念BOX〜         | TFC-2121〜26   |

### 映像作品

#### ライブ
| 発売日         | タイトル                                | 規格 | 規格品番   |
| -------------- | --------------------------------------- | ---- | ---------- |
| 2001年12月19日 | 心をこめて…25年 川中美幸 人・うた・心   | VHS  | TEVE-48006 |
| 2001年12月19日 | 心をこめて…25年 川中美幸 人・うた・心   | DVD  | TEBE-48006 |
| 2002年9月26日  | 川中美幸コンサート「人・うた・心」      | VHS  | TEVE-48013 |
| 2002年9月26日  | 川中美幸コンサート「人・うた・心」      | DVD  | TEBE-48013 |
| 2006年5月10日  | 歌ひとすじ 川中美幸30周年記念コンサート | VHS  | TEVE-48037 |
| 2006年5月10日  | 歌ひとすじ 川中美幸30周年記念コンサート | DVD  | TEBE-48037 |
| 2010年5月26日  | 川中美幸コンサート 人・うた・心 2010    | DVD  | TEBE-38070 |
| 2015年9月16日  | 川中美幸コンサート 人・うた・心 2015    | DVD  | TEBE-39193 |
| 2022年8月17日  | 川中美幸 45周年記念公演〜花ある人生〜   | DVD  | TEBE-50322 |

#### ミュージック・ビデオ
| 発売日         | タイトル                                                     | 規格 | 規格品番   |
| -------------- | ------------------------------------------------------------ | ---- | ---------- |
| 2001年12月19日 | テイチクDVDスターカラオケ                                    | DVD  | TEBK-6006  |
| 2002年4月24日  | 川中美幸ヒットコレクション1                                  | DVD  | TEBE-29009 |
| 2002年4月24日  | 川中美幸ヒットコレクション2                                  | DVD  | TEBE-29010 |
| 2008年1月23日  | テイチクDVDスターカラオケ                                    | DVD  | TEBK-6017  |
| 2008年10月22日 | テイチクDVDスターカラオケ                                    | DVD  | TEBK-6019  |
| 2011年1月1日   | ベストシングル映像集 出逢いに感謝…35年〜人・うた・心〜 Vol.1 | DVD  | TEBE-30081 |
| 2011年3月2日   | ベストシングル映像集 出逢いに感謝…35年〜人・うた・心〜 Vol.2 | DVD  | TEBE-30082 |
| 2013年1月23日  | テイチクDVDスターカラオケ                                    | DVD  | TEBK-6034  |
| 2015年5月20日  | テイチクDVDスターカラオケW                                   | DVD  | TEBO-6041  |
| 2017年9月20日  | ベストシングル映像集 出逢いに感謝〜人・うた・心〜 Vol.3      | DVD  | TEBE-30239 |

#### 舞台
| 発売日       | タイトル                                         | 規格 | 規格品番       |
| ------------ | ------------------------------------------------ | ---- | -------------- |
| 2018年7月4日 | 川中美幸特別公演 七変化!美幸一座〜母娘愛情物語〜 | DVD  | TEBE-75255〜56 |

### タイアップ曲
| 年     | 楽曲         | タイアップ                                                   |
| ------ | ------------ | ------------------------------------------------------------ |
| 1982年 | 酔わせて     | 雲海酒造・CMソング                                           |
| 1986年 | 愛は別離     | テレビ朝日系ドラマ「必殺仕事人V・旋風編」主題歌              |
| 1986年 | 風花         | テレビ朝日系ドラマ「必殺仕事人V・旋風編」挿入歌              |
| 1990年 | おんな花     | テレビ朝日系ドラマ「緋牡丹お竜」主題歌                       |
| 1991年 | あんたの春   | TBS系ドラマ「ごめんね!母さん」主題歌                         |
| 1994年 | いとしい人へ | ハウス食品「うまいっしょ」CMソング                           |
| 1994年 | 北の想い     | 日本テレビ系ドラマ「女検事・霞夕子」EDテーマ                 |
| 2004年 | 母日和       | NHK総合「コメディー道中でござる」挿入歌                      |
| 2012年 | うたびと     | NHKラジオ第1・FM「ラジオ深夜便」深夜便のうた(2012年7月〜9月) |

## 出演

### NHK紅白歌合戦出場歴
| 年度   | 放送回 | 回数 | 曲目                    | 出演順 | 対戦相手                   | 備考                   |
| ------ | ------ | ---- | ----------------------- | ------ | -------------------------- | ---------------------- |
| 1981年 | 第32回 | 初   | ふたり酒                | 07/22  | 西城秀樹                   | 紅白初出場             |
| 1982年 | 第33回 | 2    | あなたひとすじ          | 16/22  | 内山田洋とクール・ファイブ |                        |
| 1983年 | 第34回 | 3    | 遣らずの雨              | 04/21  | 大川栄策                   |                        |
| 1984年 | 第35回 | 4    | ふたりの春              | 06/20  | 新沼謙治                   |                        |
| 1985年 | 第36回 | 5    | 男じゃないか            | 14/20  | 大川栄策（2）              |                        |
| 1986年 | 第37回 | 6    | ふたりの絆              | 11/20  | 大川栄策（3）              |                        |
| 1987年 | 第38回 | 7    | 愛は別離（わかれ）      | 06/20  | 山本譲二                   |                        |
| 1990年 | 第41回 | 8    | ぐい呑み酒              | 21/29  | 吉幾三                     | 3年ぶり紅白復帰        |
| 1991年 | 第42回 | 9    | 炎情歌                  | 24/28  | 細川たかし                 |                        |
| 1992年 | 第43回 | 10   | 遣らずの雨（2回目）     | 20/28  | 前川清                     |                        |
| 1998年 | 第49回 | 11   | 二輪草                  | 15/25  | 堀内孝雄                   | 6年ぶり紅白復帰        |
| 1999年 | 第50回 | 12   | 君影草〜すずらん〜      | 20/27  | 美川憲一                   |                        |
| 2000年 | 第51回 | 13   | なにわの女              | 22/28  | 森進一                     |                        |
| 2001年 | 第52回 | 14   | 大河の流れ              | 25/27  | さだまさし                 |                        |
| 2002年 | 第53回 | 15   | 貴船の宿                | 18/27  | 前川清（2）                |                        |
| 2003年 | 第54回 | 16   | おんなの一生 〜汗の花〜 | 29/30  | 氷川きよし                 | トリ前                 |
| 2004年 | 第55回 | 17   | おもろい女              | 06/28  | 堀内孝雄（2）              |                        |
| 2005年 | 第56回 | 18   | 二輪草（2回目）         | 01/29  | 細川たかし（2）            | トップバッター         |
| 2006年 | 第57回 | 19   | ふたり酒（2回目）       | 27/27  | 北島三郎                   | 紅組トリ               |
| 2007年 | 第58回 | 20   | 金沢の雨                | 02/27  | 鳥羽一郎                   |                        |
| 2008年 | 第59回 | 21   | 二輪草（3回目）         | 08/26  | 前川清（3）                |                        |
| 2009年 | 第60回 | 22   | ふたり酒（3回目）       | 11/25  | 森進一（2）                | 前半トリ               |
| 2010年 | 第61回 | 23   | 二輪草（4回目）         | 08/22  | FUNKY MONKEY BABYS         |                        |
| 2011年 | 第62回 | 24   | 二輪草（5回目）         | 05/25  | 平井堅                     | 現時点で紅白最後の出場 |

- 対戦相手の歌手名の()内の数字はその歌手との対戦回数。
- 前半トリとは1990年以降の紅白において、前半戦（ニュース直前まで）における両軍の最後。
- 曲名の後の（○回目）は紅白で披露された回数を表す。
- 出演順は「（出演順）／（出場者数）」で表す。

### テレビドラマ
- 新春仕事人スペシャル 必殺忠臣蔵（1987年、朝日放送） - 瑤泉院
- 続続・三匹が斬る! 第15話「五木の里、つむじ風吹く女人屋敷」（1990年5月17日、テレビ朝日・東映）- お藤
- 名奉行 遠山の金さん 第3シリーズ 第20話「美人姉妹の七変化」（1991年、テレビ朝日・東映） - 若柳扇之丞
- 水戸黄門 （TBS）
  - 第23部 第31話「格さんは夫の敵-丸亀-」（1995年） - お幸
  - 第39部 第4話「天誅! 紫頭巾参上-近江八幡-」（2008年） - 嘉穂
- 3番テーブルの客（1997年、フジテレビ） - ビビ萩原
- 水曜ドラマ「噂の伝次郎」（1997年11月-12月・NHK総合） - 富岡玲子[1]
- はぐれ刑事純情派 第11シリーズ 第22話「幻の家族旅行! 望遠鏡の女」（1998年、テレビ朝日）
- 連続テレビ小説（NHK総合）
  - 「すずらん」（1999年） - 進藤光子
  - 「てっぱん[6]」（2010年 - 2011年） - 松下小夜子（連続ドラマにおけるレギュラー出演は初）
- 金曜時代劇「はんなり菊太郎2〜京・公事宿事件帳〜」 第6話（最終話）（2004年2月13日、NHK総合） - お絹
- 花園オールドボーイ（2014年、NHK総合） - 早苗

### 映画
- 家族の日 （2016年、花三） - 鈴木 みどり 役

### その他テレビ
- アガサ・クリスティーの名探偵ポワロとマープル第4話「申し分のないメイド」（NHK総合、2004年8月1日）
メアリー・ヒギンズ役として声優に初挑戦。
- 週末応援ナビ☆あほやねん!すきやねん!（NHK大阪総合、2013年4月〜2015年3月）メインMC

### CM
- そば焼酎雲海（歌のみ出演）

### インターネット動画
- つか金フライデーDOUGA　フジテレビ無料動画サイト - 見参楽（みさんが！）（2011年9月23日 - 12月29日　配信）

### ラジオ番組
- 川中美幸 人・うた・心（文化放送）
- 川中美幸の土曜音楽館（アール・エフ・ラジオ日本）
- サンデーミュージックサロン

### 舞台公演など
- 浪花慕情・ねんねころいち（1983年7月、大阪梅田コマ劇場）
- 浪花慕情・花いちもんめ（1984年5月、大阪梅田コマ劇場）
- 江戸人情話・おさよ舞姿（1985年7月、梅田コマ劇場）
- 花暦・雪之丞変化（1986年5月、梅田コマ劇場）
- 初姿・雪之丞変化（1987年1月、名古屋中日劇場）
- ＜公演タイトル不明＞（1987年4月、アメリカ公演）
- 天下の恋です！あたしの殿様（1987年11月、新宿コマ劇場）
- 初春の蕾・雪姫人生双六（1988年1月、名古屋中日劇場）
- 早春の蕾・姫様道中双六（1988年2月、梅田コマ劇場）
- 生命賭けます。恋の花道（1988年6月、新宿コマ劇場）
- 浪花かんざし（1989年2月、梅田コマ劇場）
- 浪花かんざし（1989年6月、名古屋中日劇場）
- 美幸七変化・恋の連舞（1989年9月、新宿コマ劇場）
- 淀の淡雪（1990年3月、大阪梅田コマ劇場）
- 中国公演「川中美幸中国友好公演」（1990年8月、上海・哈爾濱＜ハルビン＞・北京）
- 滝の白糸（1990年10月、新宿コマ劇場）
- 森繁久彌公演「赤ひげ診療譚」（1991年1月、帝国劇場）
- お島千太郎（1991年2月、新宿コマ劇場）
- お島千太郎（1991年7月、梅田コマ劇場）
- 15周年記念リサイタル（1991年9月、大阪フェスティバルホール・東京NHKホール）
- 淀の淡雪（1992年1月、名古屋中日劇場）
- 人・うた・心…そして20年全国縦断コンサート（1996年4月 - 6月、全国22ケ所）
- 20周年記念リサイタル（1996年8月 - 11月、新橋演舞場・名古屋御園座・大阪厚生年金会館）
- 菊がさね（1997年10月、東京宝塚劇場）
- おはん（1998年2月、芸術座）
- わたくしです物語（2000年3月、新宿コマ劇場）
- 博多人情あばれ芸者（2000年6月、大阪・新歌舞伎座）
- 引越し繁盛記（2001年4月、大阪・新歌舞伎座）
- 晴れ姿 花の女棟梁（2002年1月、大阪・新歌舞伎座）
- 細うで繁盛記（2003年1月、大阪・新歌舞伎座）
- 博多人情あばれ芸者（2003年7月、明治座）
- 客席囃子 おもろい女（2004年9月、大阪・新歌舞伎座）
- 大名お國替え 引越大名（2005年2月、東京・明治座）
- 江戸版 滝の白糸（2005年7月、名古屋・御園座）
- 浪花かんざし（2005年10月、大阪・新歌舞伎座）
- 春や春、花吹雪 振袖小僧（2006年4月、大阪・新歌舞伎座）
- お喜久恋歌 一番纏（2006年7月、東京・明治座）
- 赤穂の寒桜（2007年1月、名古屋・御園座）
- 出雲の阿国（2007年5月・大阪・新歌舞伎座）
- 富貴桜 お倉（2008年1月、東京・明治座）
- “四川大地震支援チャリティーコンサート” （2008年7月29日、中国上海市）
- 緋牡丹 お竜（2008年9月、大阪・新歌舞伎座）
- お登勢（2009年5月、名古屋・御園座）
- 幸せの行方（2009年10月、東京・明治座）
- たか女爛漫（2011年1月、名古屋・御園座）
- 天空の夢〜長崎お慶物語〜（2011年3月、東京・明治座）
- 天空の夢〜長崎お慶物語〜（2011年11月、東京・明治座）
- 天空の夢〜長崎お慶物語〜（2012年7月、大阪・新歌舞伎座）
- 松平健・川中美幸 特別記念公演「暴れん坊将軍」「赤穂の寒桜」（2013年1月 - 2月、名古屋・御園座さよなら公演）
- 松平健・川中美幸 特別公演「暴れん坊将軍」「赤穂の寒桜」（2014年2月、東京・明治座）
- 松平健・川中美幸 特別公演「暴れん坊将軍」「赤穂の寒桜」（2014年3月、大阪・新歌舞伎座）
- 浪花でござる！（2016年1月、大阪・新歌舞伎座）
- 七変化！美幸一座〜母娘愛情物語〜（2018年3月、大阪・新歌舞伎座）

### 書籍
- 歌はこころのかけ橋―歌星（クウシイン）・川中美幸の中国友好公演うた便り（1991年、美幸ミュージックプロモーション）
- 人・うた・心 心をこめて…二十五年（2001年、東京新聞出版局）
- おおきにありがとう―「歌ひとすじ」母と歩んだ歌手生活30年（2006年、日本文芸社）
- 川中美幸のときめき着物図鑑（2018年、徳間書店）